# 失真
失真（英語：distortion）指的是指一個物體、影像、聲音、波形或其他資訊形式其原本形狀（或其他特徵）的改變現象。失真往往是不希望出現的情況。但在某些領域，失真是很有魅力的，例如電吉他（常藉由音箱或效果器刻意製造一種強烈的聲音）。在錄音帶及真空管中，輕微的失真現象在某些情況是悅耳的。這些多餘的噪音或其他外來的信號（嗡嗡聲、干擾）不被當成失真，雖然這些扭曲的影響有些時候被認為是噪音。

## 電子訊號

一个波形与它的不同失真版本

在電信和訊號處理方面，無噪系統能以傳遞函數來表示，例如輸出{\displaystyle y(t)}可作為輸入{\displaystyle x}的方程式如下：
{\displaystyle y(t)=F(x(t))}
當傳遞函數只包含一個完美的增益常數A及完美延遲T
{\displaystyle y(t)=A\cdot x(t-T)}
這個輸出是未失真的。失真發生時的傳遞函數F比這個複雜許多。如果F是一個線性函數，例如一個濾波器它的增益和或延遲随频率而改变，那麼這個訊號將遭受線性失真。線性失真將不會改變正弦函數訊號的形狀，但通常會改變多音信號。圖表顯示當信號（由方波及隨後的正弦波組成）經過各種失真函數的行為。

### 諧波失真
在音訊系統中藉由量測輸入純正弦波至系統中所產生的諧波（泛音）的測量非線性帶來的失真度，不過互調失真也或許會被測量到。諧波失真可以解釋為個別成份的強度，以dB或是以均方根為單位。總諧波失真以百分比為單位。諧波失真的程度不容易聽出來。相較來說在總諧波失真完全相同的情況下其他不同類別的失真（例如交越失真與截波）之間就比較容易被聽出差異。在射頻應用中諧波失真通常不代表總諧波失真。

### 振幅失真
振幅的失真主要分为截止失真和饱和失真，两者也有可能同时出现。

#### 飽和失真
以金屬氧化物半導體場效電晶體為例，放大器輸出太靠近三極管區且輸出擺幅太大，而導致輸出正半週部分被截掉。

#### 截止失真
以金屬氧化物半導體場效電晶體為例，放大器輸出太靠近截止區且輸出擺幅太大，而導致輸出負半週部分被截掉。

### 頻率響應失真
意指在非平坦的頻率響應中的不同頻率的振幅響應，就好像信號通過濾波器一般的看待。舉例來說，在交流交連式串接型放大器中，非單一頻率響應曲線就是一種頻率失真。在音訊的例子裡，頻率失真源自於房間的聲學模型、不好的揚聲器以及麥克風、過長的揚聲器導線加上與揚聲器的頻率相關的阻抗問題等等。

### 相位失真
這一種類的失真大部分源自於抗性分量，例如容抗或感抗。也就是說，輸入信號的個別成份並未被放大成一致的相移，導致輸出的信號成份中相位不一致。